# Факультет математики, фізики та інформатики Університету Коменського
Факультет математики, фізики та інформатики Університету Коменського в Братиславі (словац. Fakulta matematiky, fyziky a informatiky Univerzity Komenského v Bratislave) — один із факультетів Університету Коменського в Братиславі. 

## Історія
Факультет був заснований у 1980 році під назвою Факультет математики та фізики після відділення кафедр фізики, астрономії, геофізики, метеорології та інформатики від факультету природничих наук Університету Коменського.
У вересні 2000 року факультет отримав нинішню назву — факультет математики, фізики та інформатики, щоб підкреслити однакову важливість для факультету всіх трьох наук.

## Місцезнаходження
Факультет знаходиться в Братиславі, в Млинській долині, в безпосередній близькості від будівель факультету природничих наук УК та Факультету електротехніки та інформатики СТУ.
Поруч знаходяться університетське містечко Людовіта Штура (УК), студентський гуртожиток Молодість (СТУ) та університетський інтернат Дружба біля ботанічного саду (УК).

## Кафедри[2]

### Кафедри математики
- Кафедра алгебри та геометрії (профіль, домашня сторінка)
- Кафедра прикладної математики та статистики (профіль, домашня сторінка)
- Кафедра математичного аналізу та обчислювальної математики (профіль, домашня сторінка)

### Кафедри фізики
- Кафедра астрономії, фізики Землі та метеорології (профіль, домашня сторінка)
- Кафедра експериментальної фізики (профіль, домашня сторінка)
- Кафедра ядерної фізики та біофізики (профіль, домашня сторінка)
- Кафедра теоретичної фізики (профіль, домашня сторінка)

### Кафедри інформатики
- Кафедра прикладної інформатики (профіль, домашня сторінка)
- Кафедра інформатики (профіль, домашня сторінка)

### Дидактичні кафедри
- Кафедра дидактики математики, фізики та інформатики (профіль, домашня сторінка)

### Допоміжні кафедри
- Кафедра мовної підготовки (профіль, домашня сторінка)
- Кафедра фізичного виховання і спорту (профіль, домашня сторінка)

## Список спеціальностей
Факультет пропонує різноманітні види навчання на різних спеціальностях: як навчання на бакалавріаті та магістратурі, так і докторські програми навчання.

### Бакалавріат

#### Фізичні:
- Фізика
- Технічна фізика
- Біомедична Фізика
- Оновлювальні джерела енергії

#### Інформатичні:
- Біоінформатика
- Прикладна інформатика
- Інформатика
- Data science

#### Математичні:
- Економічна математика
- Менеджерська математика
- Страхова математика
- Математика

#### Вчительські:
- Викладання нарисної геометрії та математики
- Викладання математики та фізики
- Викладання математики та інформатики
- Викладання математики та фізкультури
- Викладання фізики та інформатики
- Виклалання інформатики та біології

## Фотогалерея
|                    |
| Фізичний корпус F1 |

|                    |
| Фізичний корпус F2 |

|                                  |
| Корпус математики та інформатики |

|                                     |
| У корпусі математики та інформатики |

|                                     |
| У корпусі математики та інформатики |

|                                     |
| Двір між корпусами з парковою зоною |

|                                        |
| Інформаційний стенд зі схемою корпусів |